# 正源乡
正源乡，是中华人民共和国四川省广元市旺苍县曾经下辖的一个乡。2020年5月，撤销正源乡，将原正源乡白鹤村、辕门村、卫星村、深溪村、茶农村所属行政区域划归双汇镇管辖。将原正源乡竹园村、学堂村所属行政区域划归英萃镇管辖。

## 行政区划
正源乡撤销前下辖以下地区：
茶农村、辕门村、竹园村、学堂村、白鹤村、卫星村和深溪村。